# Флагман флоту 1-го рангу
Фла́гман фло́ту 1-го ра́нгу — військове звання вищого командного складу у Робітничо-селянському Червоному флоті СРСР з 1935 до 1942. У військово-морському флоті звання вище за рангом ніж флагман флоту 2-го рангу, нижче за Маршала Радянського Союзу.
Військовому званню флагмана флоту 1-го рангу відповідали військові звання  — командарм 1-го рангу, армійський комісар 1-го рангу, а також спеціальне звання комісара держбезпеки 1-го рангу.

## Історія
Введено Постановою ЦВК СРСР і СНК СРСР від 22 вересня 1935 року «Про введення персональних військових звань начальницького складу РККА», скасовано Указом Президії Верховної ради СРСР від 7 травня 1940 року «Про встановлення військових звань вищого командного складу Червоної армії».
Постановою ЦВК СРСР і СНК СРСР від 20 листопада 1935 Про затвердження осіб вищого командного і начальницького складу РККА у військових званнях затверджені у військовому званні:
- Вікторов Михайло Володимирович — командувач Тихоокеанським флотом;
- Орлов Володимир Митрофанович — начальник Морських сил РККА.

Обидва цих воєначальника репресовані.

## Знаки розрізнення
Згідно з главою 4 наказу про введення персональних військових звань, командний та начальницький склад ВМС отримали знаки розрізнення у вигляді комбінації галунних стрічок різного розміру.  Командний склад, військово-політичний та військово-технічний склад мали стрічки жовтого (золотого) кольору, інший начальницький склад білого (срібного) кольору. Колір між стрічками командний склад мав кольору мундиру, начальницький склад кольору служби. Флагман флоту 1-го рангу  п’ять золотистих стрічок на рукаві: дві широкі вище яких три середні.